# Gluconate de cuivre(II)
Le di-D-gluconate de cuivre(II) est le sel d'acide D-gluconique HOH2C–(CHOH)4–COOH et de cuivre(II) Cu2+. Il est utilisé comme complément alimentaire riche en cuivre assimilable destiné à traiter les carences nutritionnelles en cuivre.